# George Leuzinger
George Leuzinger (Cantão de Glaris, 29 de outubro de 1813 — Rio de Janeiro, 24 de outubro de 1892), também conhecido como Georges Leuzinger, foi um fotógrafo e impressor suíço que realizou uma série de fotografias paisagísticas do Rio de Janeiro, especialmente das regiões serranas.

## Biografia
O suíço George Leuzinger contava apenas 19 anos de idade quando aportou no Rio de Janeiro, em 1832. Deve ter vindo para o Brasil provavelmente atendendo ao chamado do tio Jean Jacques Leuzinger, proprietário de uma casa de comissões e exportações. Foi neste estabelecimento que o jovem Leuzinger iniciou sua longa carreira comercial na capital do Império. Em 1840 adquiriu a papelaria e oficina de encadernação do também suíço Jean Charles Bouvier. Alguns anos depois ampliou as atividades da casa montando uma oficina de estamparia e gravura. Nos anos de 1850 já contava também com uma tipografia e litografia. Já se havia notabilizado no ramo das artes gráficas quando se interessou pela fotografia. O estabelecimento de Leuzinger publicou obras editorias importantes, como o Catálogo da Exposição de História do Brasil, considerada por José Honório Rodrigues "o maior monumento bibliográfico da história do Brasil até hoje erguido."
Foi o fundador da Casa Leuzinger e sua filha foi casada com o engenheiro e fotógrafo Franz Keller-Leuzinger.

## Ligações Externas
- «George Leuzinger» na enciclopédia do Itaú Cultural
- «Georges Leuzinger» no acervo do Instituto Moreira Salles
- «Georges Leuzinger» no portal Brasiliana Fotográfica.